# Zhu De

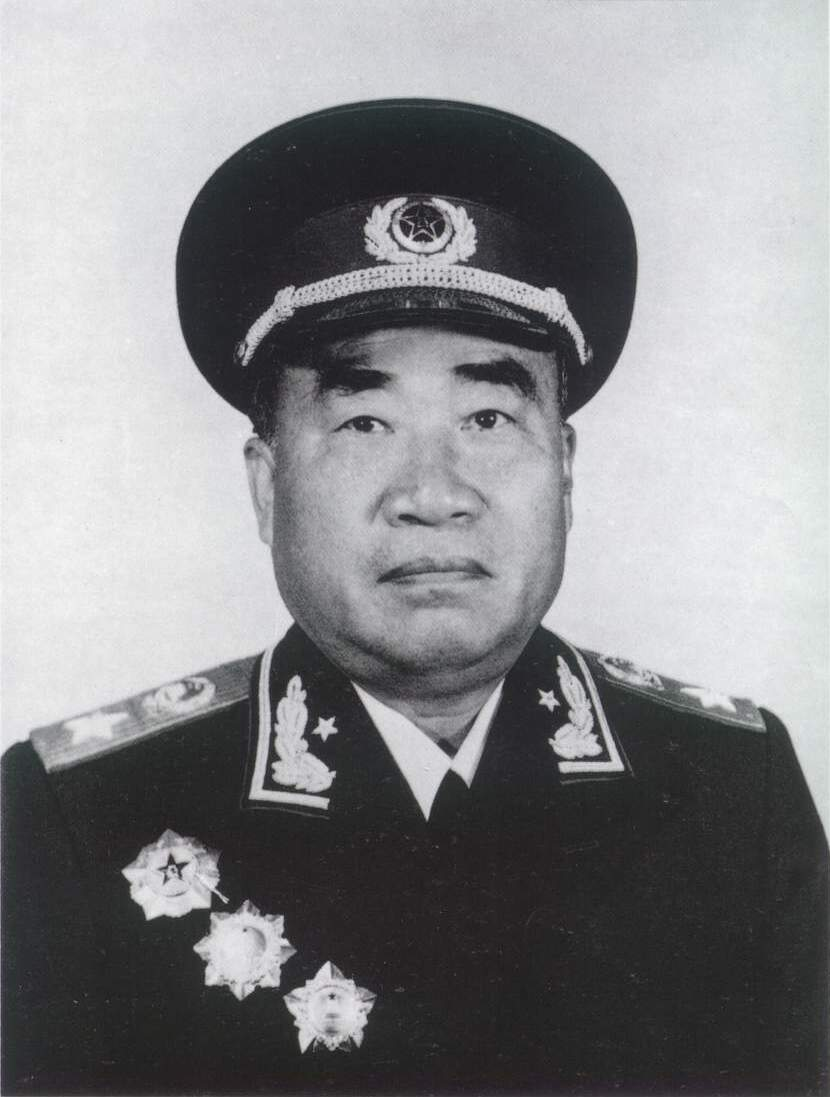
Zhu De, 1955

Zhu De (chinesisch 朱德, Pinyin Zhū Dé, W.-G. Chu Teh; * 1. Dezember 1886 in Yilong; † 6. Juli 1976 in Peking) war über viele Jahre Oberkommandierender der chinesischen Volksbefreiungsarmee und ihrer Vorläufer. Nach der Gründung der Volksrepublik China hatte er eher repräsentative Staatsämter inne und war als langjähriger Vorsitzender des Ständigen Ausschusses des Nationalen Volkskongresses von 1975 bis zu seinem Tod Staatsoberhaupt. Er gilt als wichtiger militärischer Stratege und Theoretiker während der Revolutionszeit.

## Leben
Der Sohn einer kinderreichen Familie aus dem Kreis Yilong in der Provinz Sichuan studierte vor seinem Eintritt in die Armee an einer Lehrerbildungsanstalt in Chengdu und war danach ein Jahr als Sportlehrer tätig. Ab 1908 besuchte er die Militärakademie von Yunnan in Kunming, wo er auch nach Abschluss seines Studiums lehrte.
In den frühen Jahren der chinesischen Republik nahm er an Feldzügen der Warlords in der Region Yunnan teil und kommandierte Einheiten an der Grenze zu Vietnam und Laos. In dieser Zeit wurde er stark opiumabhängig, konnte die Sucht aber 1919 in einem Shanghaier Krankenhaus überwinden.
In Shanghai machte sich Zhu mit den Ideen des Marxismus und des Leninismus vertraut. In den 1920er Jahren ging er nach Europa und studierte von 1924 bis 1925 an der Georg-August-Universität in Göttingen. In dieser Zeit trat er der Kommunistischen Partei Chinas bei. Seine Aufnahme war nicht unumstritten, der damalige Parteiführer Chen Duxiu lehnte die Mitgliedschaft Zhus wegen dessen Vergangenheit ab. Die Fürsprache Zhou Enlais ebnete jedoch den Weg in die Partei.
Die Tätigkeiten Zhus – der weniger studierte als Zeitungen herausgab sowie Museen und Industriestandorte besuchte – in Verbindung mit seiner Vergangenheit waren auch den deutschen Behörden nicht ganz geheuer. Nachdem er zweimal wegen revolutionärer Aktivitäten festgenommen und schließlich aus Deutschland ausgewiesen worden war, reiste Zhu 1925 in die Sowjetunion, um dort an der Kommunistischen Universität der Werktätigen des Ostens, die für asiatische Studenten eingerichtet worden war, Militärwesen zu studieren, bevor er 1926 nach China zurückkehrte.

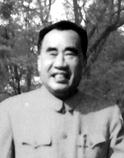
Zhu De im Jahre 1936

Zhus enge Verbindung zu Mao Zedong nahm ihren Anfang nach dem missglückten Aufstand von Nanchang 1927, in dessen Folge beide Aufständische in die Jinggang-Berge flohen. Zhu De und Mao Zedong gelang es, mit den Überlebenden eine schlagkräftige Guerillaorganisation aufzubauen, die das kommunistische Einflussgebiet in China nicht nur halten, sondern sogar weiter ausbauen konnte. In dieser Zeit erwarb sich Zhu aufgrund seiner Tapferkeit und militärischen Führungsstärke sein immenses Prestige.
Während des Langen Marsches kommandierte Zhu zusammen mit Zhang Guotao den westlichen Arm der Roten Armee, der nur mit Mühe den Rückzug durch die Provinz Sichuan überstand. Zhu leitete (unter Maos politischer Führung) den Wiederaufbau der Roten Armee in Yan’an. Im Chinesisch-Japanischen Krieg (1937–1945) und im Chinesischen Bürgerkrieg (1945–1949) war Zhu Oberbefehlshaber der Roten Armee. Nach 1945 wurde Zhu zum Oberbefehlshaber der Volksbefreiungsarmee ernannt und war Vizevorsitzender der KPCh. Während des Großen Sprungs nach vorn unterstützte er Mao Zedong in dessen Industrialisierungsvorhaben und sprach sich anders als Zhou Enlai für eine Stärkung der Exporte aus, um Schwerindustrie und Maschinen zu importieren.
Zhu De blieb bis zu seinem Tod im Jahr 1976 ein respektierter Staatsmann: Ab dem 28. April 1959 war er Vorsitzender des Ständigen Ausschusses des Nationalen Volkskongresses, was mit der neuen Verfassung ab dem 17. Januar 1975 auch mit dem Posten des Staatsoberhauptes verbunden war, den er bis zu seinem Tod einnahm.

## Werke
- Selected Works of Zhu De. Foreign Languages Press, Beijing, 1986.

## Einzelbelege
1. ↑  Jürgen Domes: Politik und Herrschaft in Rotchina, W. Kohlhammer-Verlag, Stuttgart, Berlin, Köln, Mainz 1965, S. 158, Anmerkung 11
2. ↑  Frank Dikötter: Mao's Great Famine: The History of China's Most Devastating Catastrophe, 1958–1962. Bloomsbury, London 2010, ISBN 978-1-4088-1219-8, S. 79
3. ↑  Informationen zur Entstehung des Buches hier

| Personendaten    | Personendaten                                                                     |
| ---------------- | --------------------------------------------------------------------------------- |
| NAME             | Zhu De                                                                            |
| ALTERNATIVNAMEN  | Zhū, Dé (Pinyin); Chu, Teh (Wade-Giles); 朱德 (chinesisch, Lang- und Kurzzeichen) |
| KURZBESCHREIBUNG | chinesischer Marschall                                                            |
| GEBURTSDATUM     | 1. Dezember 1886                                                                  |
| GEBURTSORT       | Yilong                                                                            |
| STERBEDATUM      | 6. Juli 1976                                                                      |
| STERBEORT        | Peking                                                                            |